# Ancestreuma ramiferum
Ancestreuma ramiferum är en mångfotingart som beskrevs av Mikhaljova 2000. Ancestreuma ramiferum ingår i släktet Ancestreuma och familjen Diplomaragnidae. Inga underarter finns listade i Catalogue of Life.